# Ebenheim
Ebenheim is een ortsteil van de landgemeente Hörsel in de Duitse deelstaat Thüringen. Tot 1 december 2011 was Ebenheim een zelfstandige gemeente.